# Eugène Michel Antoniadi

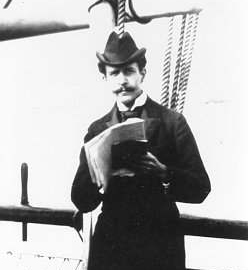
Eugène Michel Antoniadi

Eugène Michel Antoniadi (gr. Ευγένιος Μιχαήλ Αντωνιάδης, ur. 1 marca 1870 w Konstantynopolu, zm. 10 lutego 1944 w Paryżu) – astronom grecki, urodzony w Imperium Osmańskim, większość życia spędził jednak we Francji.
Znany również jako Eugenios Antoniadis, czasem spotyka się błędne formy zapisu nazwiska: Eugène Michael Antoniadi lub Eugène Marie Antoniadi.

## Życiorys
W 1893 roku wyjechał do Francji na zaproszenie Camille’a Flammariona, który zatrudnił go w swoim prywatnym obserwatorium astronomicznym w Juvisy-sur-Orge. Pracował tam do 1902 roku. Mniej więcej w tym samym czasie poślubił Katherine Sevastapulo – córkę bogatych Greków. Od tej pory aż do końca życia nie musiał podejmować płatnej pracy. Małżonkowie zamieszkali w Paryżu. W 1928 roku uzyskali francuskie obywatelstwo.
Antoniadi zyskał reputację swymi obserwacjami Marsa, z biegiem lat zaczął podawać w wątpliwość istnienie tzw. kanałów marsjańskich. Podczas obserwacji przy użyciu 83-centymetrowego teleskopu w obserwatorium w Meudon, podczas opozycji Marsa w 1909 roku upewnił się, że zjawisko to jest złudzeniem optycznym.
Dokonywał również obserwacji planet wewnętrznych – Wenus i Merkurego. Opracował pierwsze mapy Merkurego, jednakże zawierały one błędy, gdyż mylnie założył, że ruch obrotowy Merkurego jest synchroniczny z jego ruchem wokół Słońca oraz że  powierzchnię planety zasłaniają chmury pyłu.
Znany jest również z opracowania skali opisującej przejrzystość nieba, do dziś używanej przez astronomów amatorów.

## Nagrody i wyróżnienia
W 1925 roku przyznano mu nagrodę Prix Jules-Janssen.
W 1927 roku został Kawalerem Legii Honorowej.
Jego imieniem nazwano krater na Marsie, krater księżycowy oraz dorsum na Merkurym.